# Krešimir Rogina
Krešimir Rogina (Rijeka, 16. ožujka 1959.), hrvatski arhitekt.

## Školovanje
Arhitekt Krešimir Rogina rođen je 1959. godine u Rijeci. 1977. godine upisuje Arhitektonski fakultet Sveučilišta u Zagrebu  Arhivirana inačica izvorne stranice od 13. lipnja 2007. (Wayback Machine). Od 1979. godine započinje surađivati na arhitektonskim natječajima s Vinkom Penezićem. 1981. polaznici su ILA&UD-a (Internacionalni laboratorij za arhitekturu i urbani dizajn) u Urbinu.
1982. – 1983. Vinko Penezić i Krešimir Rogina diplomiraju na Arhitektonskom fakultetu u klasi prof. dr. Nevena Šegvića. 

## Karijera

### S Vinkom Penezićem
1983. upisuju postdiplomski studij teoretskog karaktera „Razvoj arhitekture naselja“ na Arhitektonskom fakultetu Sveučilišta u Beogradu kog mentora prof. dr.  Ranka Radovića.
1987. godine suosnivači su TRZSU „Ar Tresor“ u Zagrebu. 1989. inicijatori su Prvog internacionalnog simpozija za teoriju i oblikovanje u Trećoj mašinskoj eri „Povratak u budućnost“ u Grožnjanu te uključivanja tadašnje Jugoslavije u projekt EUROPAN  Arhivirana inačica izvorne stranice od 10. lipnja 2007. (Wayback Machine) (Concours Européens pour des Architectures Nouvelles).
1991. osnivaju atelijer Penezić & Rogina  Arhivirana inačica izvorne stranice od 18. lipnja 2007. (Wayback Machine) u kome uspješno djeluju već šesnaest godina ispisujući neke od ključnih strana hrvatske arhitekture na prijelazu 20. – 21. stoljeće.

### U zajedničkom atelijeru
Tijekom višegodišnje i bogate suradnje realiziraju su čitav niz značajnih ostvarenja raznorodnih tipologija: Plivalište i atletski stadion Mladost u Zagrebu; Sakralne komplekse u Dubrovniku, zagrebačkome Trnju i Dugavama (Župna crkva sv. Mateja apostola i evanđelista u Zagrebu); Stambene zgrade za zbrinjavanje stradalnika Domovinskog rata u Vukovaru i Novoj Gradišci, zgradu POS-a u Križevcima te obiteljsku kuću Majetić u Sesvetama; Poslovnu zgradu "Velebit" u Zagrebu; Dječji vrtić u naselju Jarun u Zagrebu; Enterijere i TV scenografije raznih namjena, a u tijeku je izrada projekata za preoblikovanje trga Waldeck Rousseau u središtu Saint-Etienea u Francuskoj.

### Međunarodni uspjeh
Od samog početka suradnje rad Penezića i Rogine bio je prepoznat i nagrađivan od struke. Već kao 25 godišnjaci 1984. osvajaju dvije prve nagrade na natječajima, jednu u Zagrebu za plivalište Mladost, drugu na natječaju u Japanu. 
Od tada regularno, u razmaku od po nekoliko godina, sveukupno 6 puta bivaju nagrađeni na Shinkenchiku i Central Glass natječajima u Japanu, svaki puta inauguriravši neku novu eminentnu arhitektonsku temu (tu ih između ostalih nagrađuju svjetski poznati arhitekti Aldo Rossi, Fumihiko Maki, Kisho Kurokawa, Jean Nouvel, Kazuyo Sejima, Toyo Ito, Kengo Kuma, Wini Maas).
Za svoju prvu građevinu sagrađenu plivalište Mladost u Zagrebu, između ostaloga osvajaju srebrnu medalju Svjetskog bijenala arhitekture INTERARH u Sofiji (1987.) i Grand-prix Beogradskog salona arhitekture (1988.).
Od početka profesionalne karijere sustavno (djelujući izvaninstitucionalno isključivo iz Hrvatske) rade na internacionalizaciji hrvatske arhitekture putem kontakata, predavanja, izložaba, radionica gdje grožnjanska ljetna škola igra veoma posebnu ulogu.
Arhitekturu oduvijek shvaćaju kao multimedijalnu i javnu disciplinu u duhu vremena uvrštavajući svoje odnosno generacijske vrijednosne sustave u njene registre.
Dva puta nastupaju na Venecijanskom bijenalu - 2000. kao predstavnici Hrvatske te 2004. na neposredni poziv selektora Kurta Forstera na središnjoj izložbi.
Od 1995. godine Krešimir Rogina je urednik Biblioteke PSEFIZMA specijalizirane za teoriju arhitekture. Od 1997. godine piše kolumne Obrisi u Konturi, a od 2000.
kolumnist je i u Jutarnjem listu. 2005. godine počeo je surađivati ste web portalom a4a. 
Radovi Penezića i Rogine objavljeni u domaćoj i stranoj stručnoj literaturi.
O njihovu radu objavljene knjige - P&R 30 do 30 (1990) te book-box P&R
59-79-04 (2004) koji se sastoji iz Tokyo Works, Noncompletions i Reality Check.
Uvrštenjem u ediciju IT Revolution in Architecture PENEZIĆ i ROGINA (2007.) arhitekti su svrstani među nekolicinu svjetskih ureda koji arhitekturu sustavno prevode iz Mehaničke u Digitalnu eru.

## Realizacije
- Plivačko vaterpolistički centar ASD Mladost-  Jarunska cesta, Zagreb,1987.
- Poslovna zgrada Velebit- Zagreb, Kenedyjev trg 6b, 1985. – 1995.
- Župna crkva sv. Mihajla- Dr. A. Šercera 1, Lapad, Dubrovnik, 1987. – 1999.
- Župna crkva u Dugavama- Sv. Mateja bb, Zagreb, 1989. – 1999.
- Unutrašnje uređenje agencije Olymptoursa- Ulica grada Vukovara 74, Zagreb, 1994. – 1995.
- Pastoralni centar i samostanski kompleks sestara Klanjateljica krvi Kristove- Miramarska 92 – 100, Zagreb, 1994. – 1999.
- Unutrašnje uređenje Cafe Fun- Kennedyjev trg 6b, Zagreb, 1995. – 1996.
- Unutrašnje uređenje bistroa Elit- Kennedyjev trg 6b, Zagreb, 1995. – 1996.
- Unutrašnje uređenje trgovine Križek, Zagrebačka 64, Velika Gorica, 1997. – 1998.
- Obiteljska kuća Majetić- Belečka 4, Sesvete,1997. – 1999.
- Stambena zgrada za zbrinjavanje stradalnika Domovinskog rata- Relkovićeva 9, Nova Gradiška, 1997. – 2000.
- Atletski stadion Mladost- Jarunska 5, Zagreb, 1998. – 1999.
- Stambena zgrada za zbrinjavanje stradalnika Domovinskog rata- Vukovar, 1998. – 2002.
- Dječji vrtić Jarun-  Zagreb, 2002. – 2006.
- Stambena zgrada POS- a, Križevci, 2004.

## Japanski natječaji
- Stil za 2001.godinu (1. nagrada)- Tokyo, Japan, 1984.
- Staklena kuća za slijepog čovjeka,Glass house 2001. ( 2. nagrada)- Tokio, Japan, 1990.
- Jednostavnost/ složenost- Tokyo (pohvala), Japan, 1991.
- Mogućnosti nekretanja- Tokyo (2. nagrada), Japan, 1996.
- Arhitektura koja poštuje zemlju (pohvala), Tokyo, Japan, 1999.
- Sorround Datahome (pohvala)- Tokyo, Japan, 2001.

## Ostale nagrade i priznanja
- Nagrada „Sedam sekretara SKOJ- a“ za arhitekturu, Zagreb. 1985.
- Nagrada „Mlade muške osobe godine“, Radio emisija 25. sat, Zagreb, 1985.
- Nagrada 18. salona mladih za arhitekturu, Zagreb, Zagreb, 1986.
- Laureati Bijenala svjetske arhitekture INTERARH u Sofiji za plivalište Mladost u Zagrebu, Sofija, 1987.
- Velika nagrada 14. salona arhitekture u Beogradu za plivalište Mladost u Zagrebu, 1988.
- Nagrada 23. zagrebačkog salona za plivalište Mladost u Zagrebu, Zagreb, 1988.
- Nagrada „Viktor Kovačić“ za "dvogodišnji opus realizacija i promicanje hrvatske arhitekture u svijetu", Zagreb, 1997.
- Nagrada „Bernardo Bernardi“ za enterijer bistroa Elite, Zagreb, 1997.
- Odlikovanje reda Danice s likom Marka Marulića, Zagreb, 2001.
- Nagrada „Vladimir Nazor“  za godišnju realizaciju Stambeno poslovne zgrade za zbrinjavanje stradalnika domovinskog rata u Vukovaru, Zagreb, 2002.
- Nagrada Grada Zagreba  "za realizaciju niza međusobno povezanih projekata koji pridonose afirmaciji hrvatske arhitektonske teorije, prakse i interdisciplinarne komunikacije s vizualnim umjetnostima u međunarodnim razmjerima", Zagreb, 2005.

## Izabrane izložbe
- Izložba reprezentativnog izbora radova za internacionalni natječaj „Galerija Hockney & Caro“, Royal Academy, London, 1985.
- Autorske koncepcija u okviru 17. salona mladih, izložba „Zagrebački arhitekti između dva rata- pesimizmu usprkos, Galerija „Karas“, Zagreb, 1986.
- Autorske koncepcija u okviru 17. salona mladih, izložba „Zagrebački arhitekti između dva rata- pesimizmu usprkos, Muzej primijenjene umjetnosti, Beograd,  1986.
- Autorske koncepcija u okviru 17. salona mladih, izložba „Zagrebački arhitekti između dva rata- pesimizmu usprkos, galerija “Ars“, Ljubljana, 1986.
- „Zagreb ah Zagreb“, IBA Berlin, Beč, RIBA London, New York, 1987.
- „Kuća kao hommage“, Galerija „SKC“, Beograd, 1988.
- „Krivotvoritelji prostora“, Galerija „Karas“, Zagreb, 1988.
- „Arh- piktura“, Umjetnička galerija BiH, Sarajevo, 1988.
- „Pheripherie“- Direct Encounter, Haus der Architectur, Graz, 1988.
- Autorska koncepcija u okviru 21. salona mladih, „Non- Stop- Techno- Pop“, Muzej hrvatskih

"likovnih umjetnika, Zagreb, 1989.
- „Tokyo Works“- Gradska vijećnica, Umag, 2000.
- „Tokyo Works“- Muzej grada Vukovara, Vukovar, 2000.
- „Tokyo Works“- Galerija „ZILIK“, Karlovac, 2000.
- „Transparency of the Hiperreal“, Venecijanski bijenale, Venecija, 2000.
- „Transparency of the Hiperreal“, Studio muzeja suvremene umjetnosti, Zagreb, 2001.
- Transparency of the Hiperreal“, Skopje, 2002.
- „Seven Lamps“, Bijenale dizajna, Saint-Etienneu, 2002.
- Galerija „Canvas“, Zagreb, 2003.
- „Idi pa vidi“- Muzej suvremene umjetnosti, Zagreb, 2003
- „Absolute Internet“, Venecijanski bijenale (na poziv umjetničkog ditrektora Kurta W.

Forstera), Venecija, 2004.
- Izložba Dressing Ourselveskoncept Dig-it-all Re:wall-ution Suit (Mao where did it all go wrong?), Milansko trijenale ( na poziv Alessandra Guerriera), Milano, 2005.